# 藤ノ花女子高等学校
藤ノ花女子高等学校（ふじのはな じょし こうとうがっこう 英語：Fujinohana girls' high school）は、愛知県豊橋市老松町にある私立高等学校。

## 概要
豊橋市内唯一の女子のみの高等学校である。
運営母体の学校法人藤ノ花学園は、豊橋創造大学および豊橋創造大学短期大学部を運営している。

## 沿革
- 1902年（明治35年）4月8日 - 豊橋裁縫女学校として開校。
- 1948年（昭和23年）3月31日 - 藤ノ花女子高等学校に改称。
- 1964年（昭和39年）3月31日 - 食物科設置。
- 1998年（平成10年）4月1日 - 家政科を生活情報科に改称。

## 学科
普通科
進学のための科目の他に、福祉・看護系の科目や茶華道、英会話の授業も用意されている。
普通科（特進コース）
国公立大学や有名私立大学への進学を目指すコース。
生活情報科
家庭、福祉、情報系の学習が中心。進学・就職両方に対応する。
食物科
調理師養成の学科である。出席日数等の一定条件を満たすと、通常は受けなければならない実技試験が免除され、学科試験の合格のみで調理師の資格が取得できる。

## 部活動
10の運動部、19の文化部がある。
特に日本拳法部は全国的な強豪として知られており、1990年（平成2年）度から2021年度まで31年連続で全国大会に出場している。2018年（平成30年）の第63回全国高校日本拳法選手権大会女子個人の部では決勝で藤ノ花女子勢の対決が行われた。

## 学生生活

### 主な行事
4月
- 新入生オリエンテーション

5月
- クラスマッチ

6月
- 音楽鑑賞会

9月
- 体育大会

10月
- 修学旅行

11月
- 演劇鑑賞会
- 藤ノ花フェスタ

## アクセス
- 豊橋鉄道東田本線（路面電車）「東田坂上電停」から徒歩で約3分。

## エピソード
- PS2ゲーム「九龍妖魔学園紀」における校舎や教室のモデルとなった[注釈 2]。